# Coryanthes toulemondiana
Coryanthes toulemondiana là một loài thực vật có hoa trong họ Lan. Loài này được G.Gerlach & T.Franke mô tả khoa học đầu tiên năm 1994.